# Kiichi Tomori
Kiichi Tomori (友利 貴一 Tomori Kiichi?), född 22 april 1991 i Okinawa prefektur, är en japansk fotbollsspelare.
Tomori började sin karriär 2014 i FC Ryukyu. Han spelade 26 ligamatcher för klubben. Han avslutade karriären 2015.